# Gymnastes (Paragymnastes) cyanoceps
Gymnastes (Paragymnastes) cyanoceps is een tweevleugelige uit de familie steltmuggen (Limoniidae). De soort komt voor in het Australaziatisch gebied.